# Hamburger Genossenschaftsmuseum

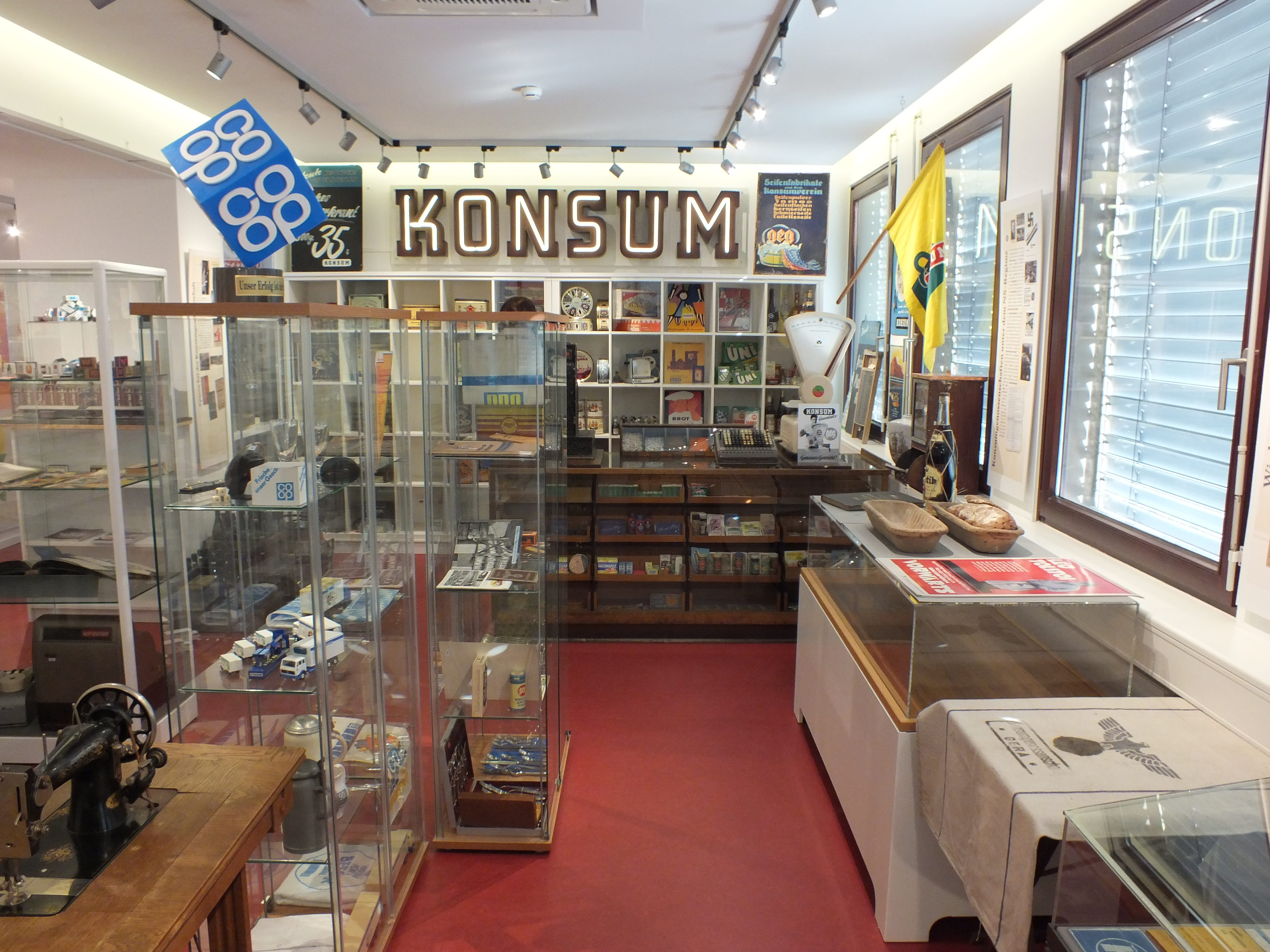
Hamburger Genossenschaftsmuseum

Das Hamburger Genossenschaftsmuseum im Gewerkschaftshaus am Besenbinderhof zeigt seit Mai 2014 175 Jahre Genossenschaftsgeschichte mit dem Schwerpunkt auf Konsumgenossenschaften. Trägerin des Museums ist die Heinrich-Kaufmann-Stiftung. Sein erster Leiter war Burchard Bösche. Die Sammlung wird jetzt von Markus Bassermann betreut, der auch Führungen durchführt. Den Schwerpunkt in der Präsentation des Museums bildet die „Pro“ (Konsum-, Bau- und Sparverein „Produktion“). Die „Pro“ wurde 1899 in Hamburg gegründet. Sie wuchs in kurzer Zeit zu einer der größten Konsumgenossenschaften der Welt. Hamburg war die Stadt der Gemeinwirtschaft.  Hier hatte die Großeinkaufs-Gesellschaft Deutscher Consumvereine (GEG) ihre Zentrale, die einst mehr als 50 Fabriken besaß und das bedeutendste deutsche Großhandelsunternehmen des Lebensmittel-Sektors war.
1904 wurde der Zentralverband deutscher Konsumgenossenschaften gegründet, der noch heute seinen Sitz in Hamburg hat und 500 Mitgliedsgenossen-schaften betreut.
Der erste Ehrenbürger Hamburgs nach der NS-Zeit war Henry Everling, Geschäftsführer der „Pro“ und der GEG und Gründer des Kindererholungsheims in Haffkrug an der Ostsee.

## Sammlungen

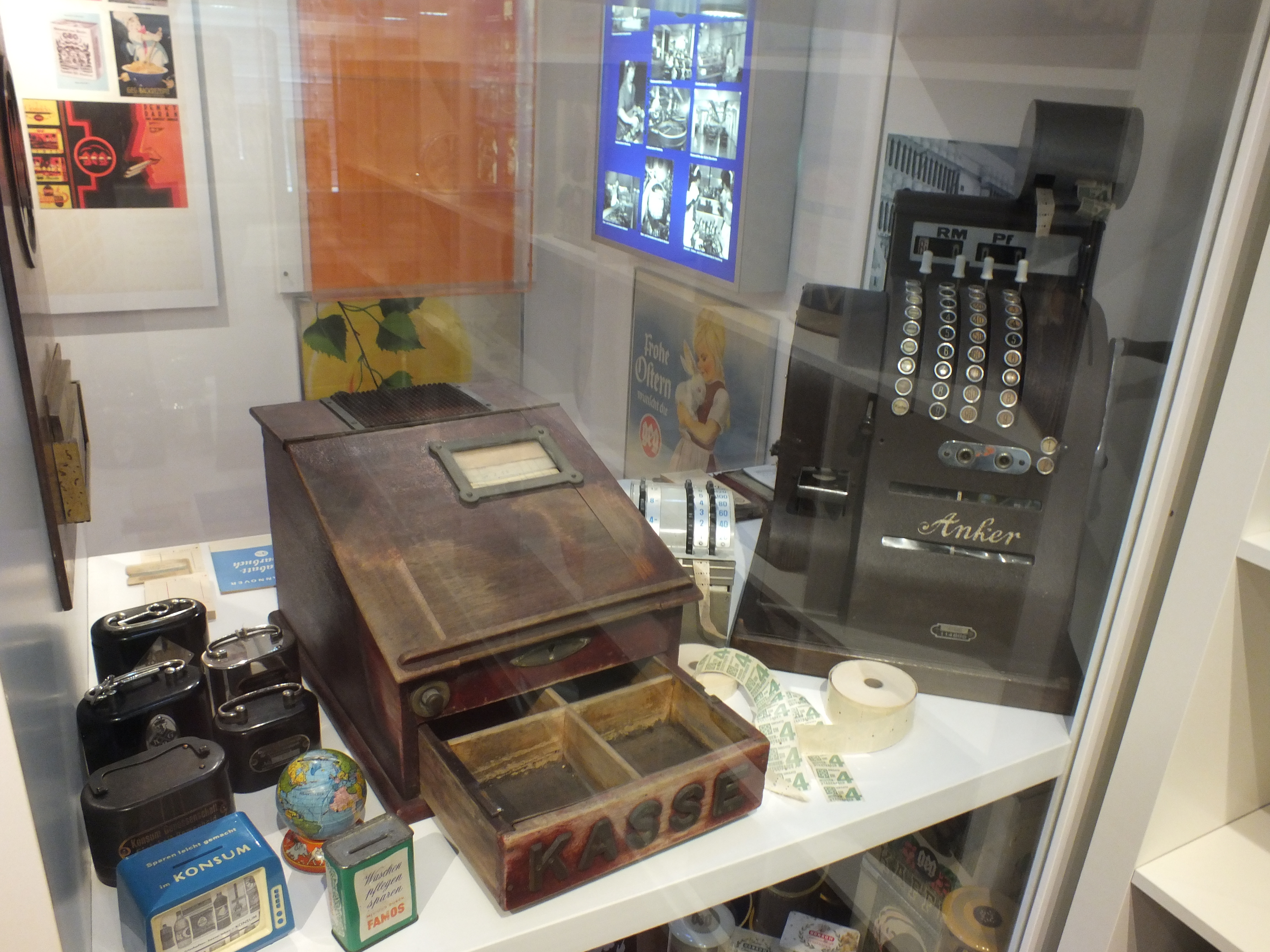
Registrierkasse im Hamburger Genossenschaftsmuseum

Das Museum verfügt über eine  Sammlung von Exponaten der Konsumgenossenschaften, sowohl vom westdeutschen als auch vom DDR-Konsum. Viele Gegenstände wurden von ehemaligen Genossenschaftsbeschäftigten gespendet, die Mehrzahl, fast 3.000, aber in einem  zwölfjährigen Prozess gekauft.  Das Museumsarchiv reicht zurück bis 1855, wozu zahlreiche Periodika wie das ZdK-Jahrbuch oder die Konsumgenossenschaftliche Rundschau zählen. Das Museum besitzt eine  Sammlung von Fotos und Filmen über die Konsum-Betriebe. Die Geschichte des Einzelhandels wird sichtbar an der Entwicklung der Registrierkasse. Themen sind auch genossenschaftliche Wohnprojekte, Bestattungsvereine, Volksversicherung und Arbeitsgenossenschaften.

## Ständige Ausstellung

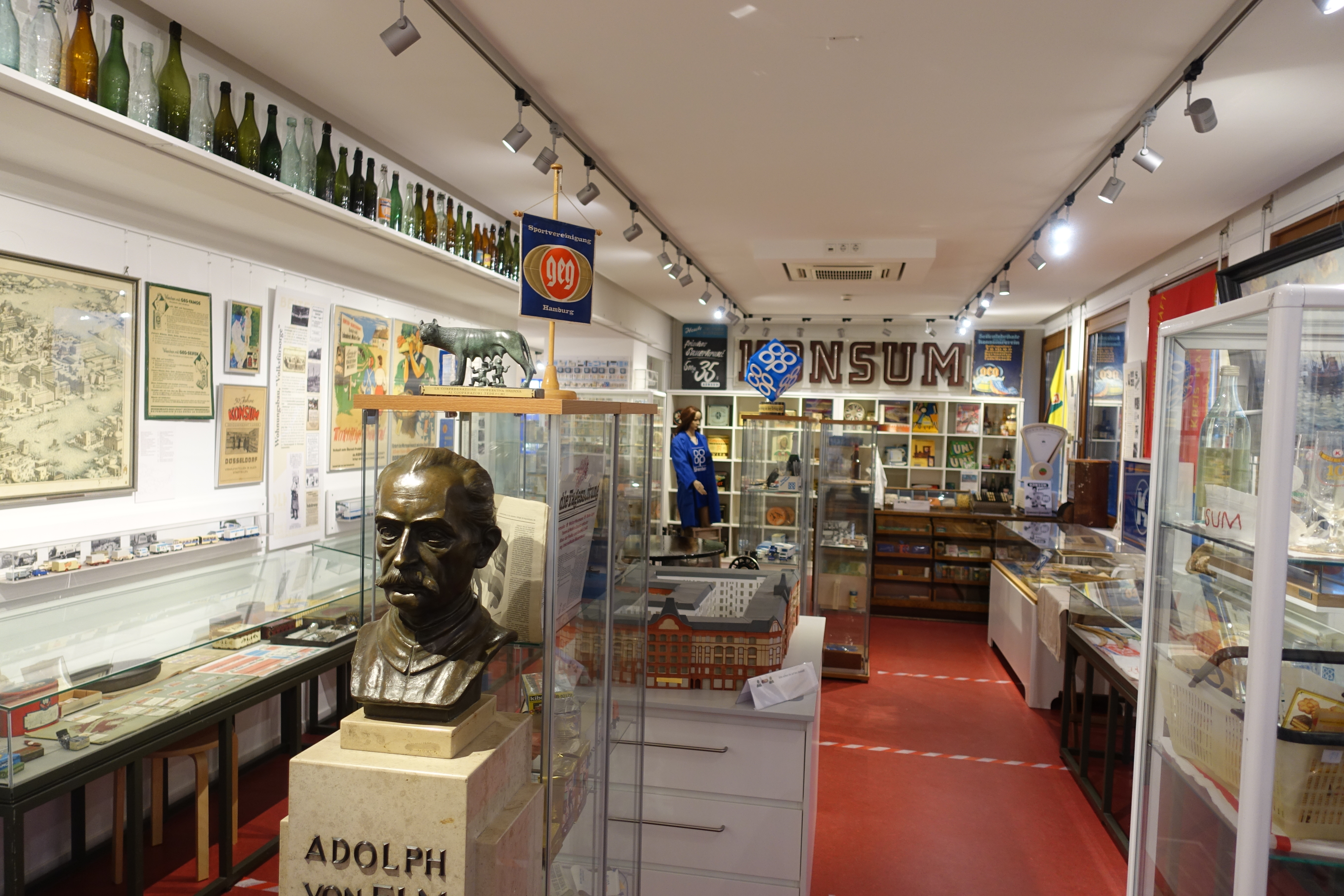
Blick in Ausstellung
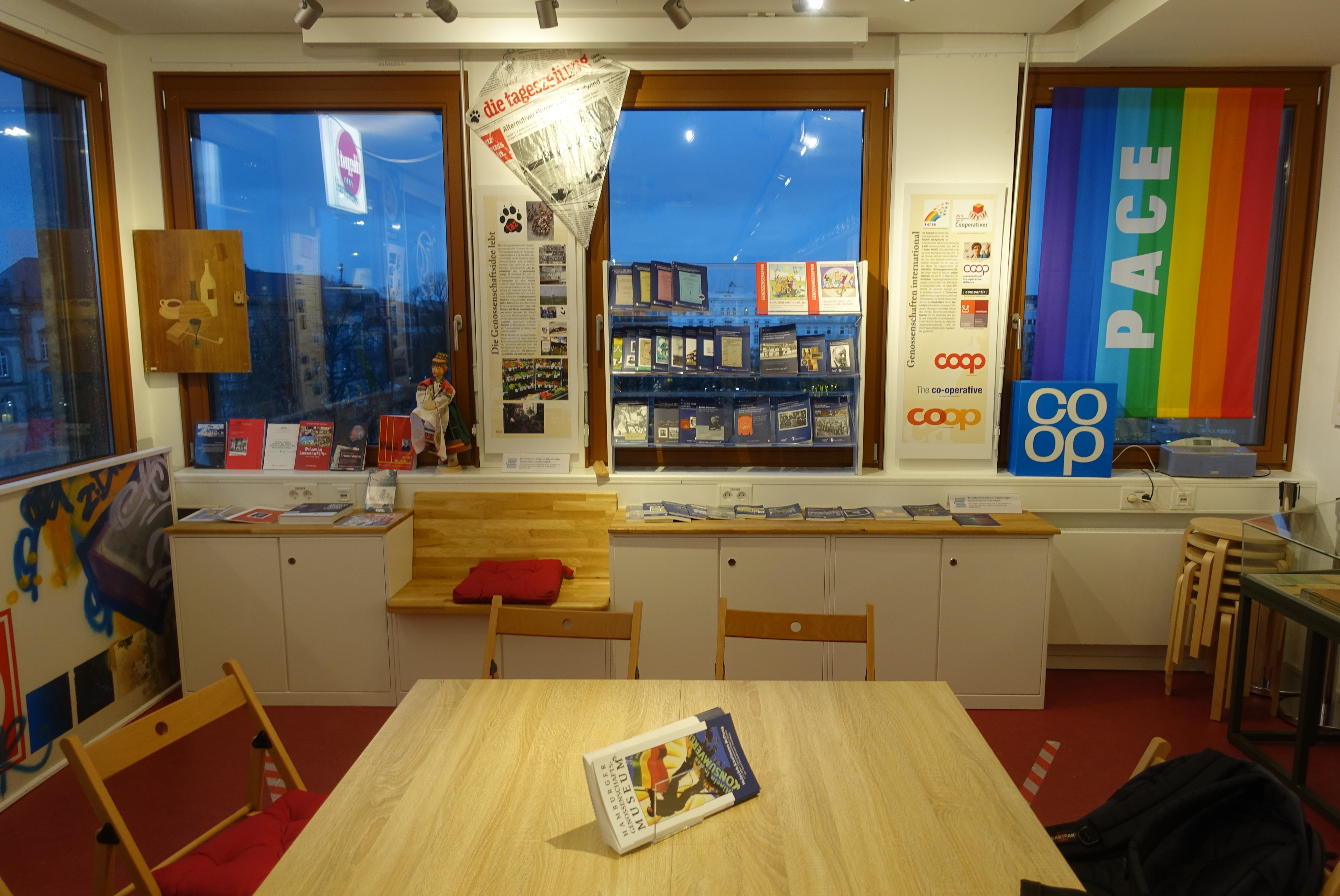
Auslage von Büchern
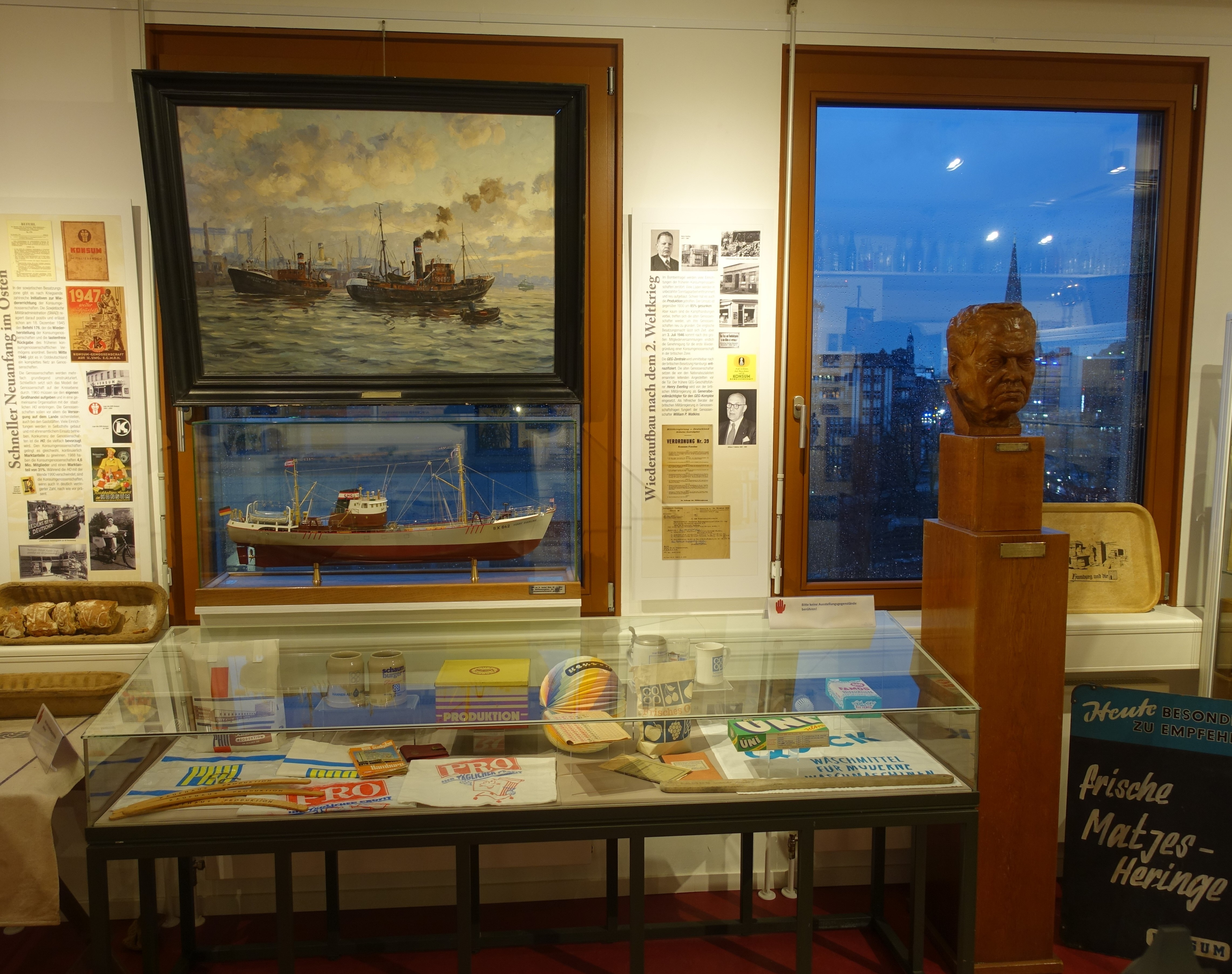
Henry Everling und Hochseefischerei Gesellschaft
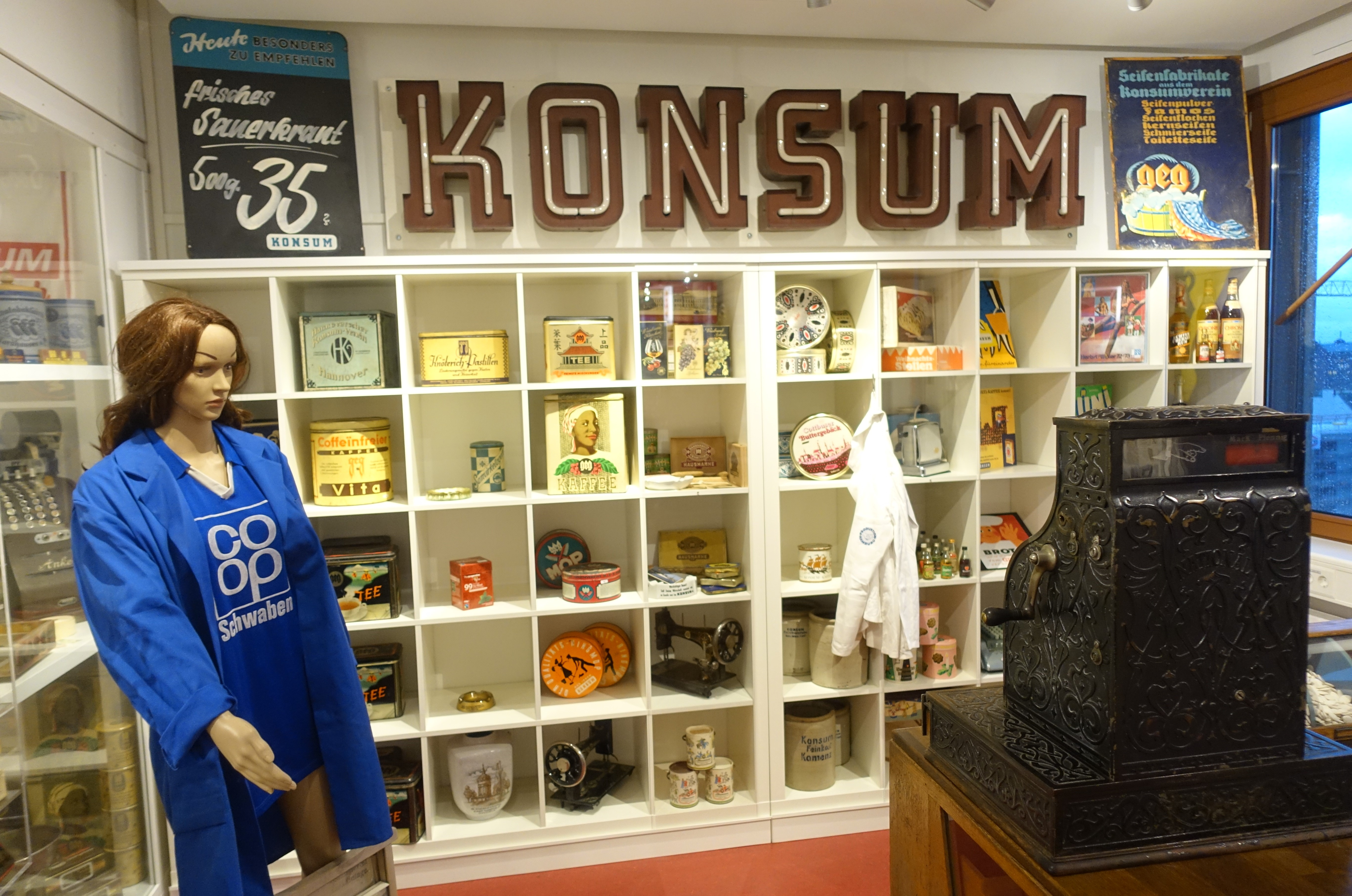
Der Konsum-Laden
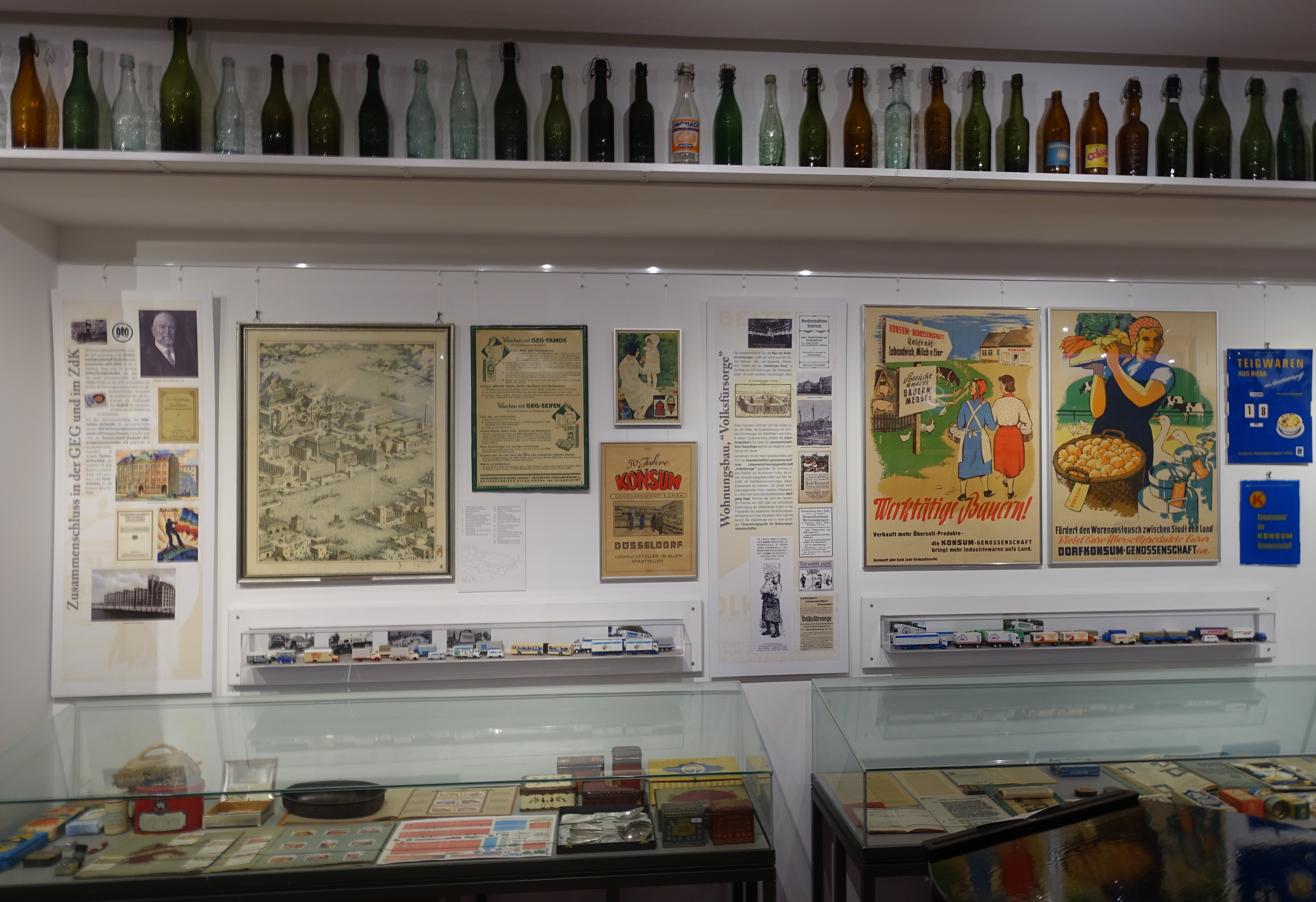
Entstehung der Genossenschaft „Produktion“